# András Székely
András Székely (5 maart 1909 – januari 1943) was een Hongaars zwemmer.
András Székely nam eenmaal deel aan de Olympische Spelen; in 1932. In 1932 nam hij deel aan het onderdeel 4x200 meter vrije slag. Hij maakte deel uit van het team dat het brons wist te veroveren. Hetzelfde jaar wist hij als vijfde te eindigen in de halve finale 100 meter vrije slag, maar kon hiermee niet door naar de finale.